# Somebody to Love (canción de Jefferson Airplane)
«Somebody to Love» es una canción de Darby Slick, grabada inicialmente y originalmente por la banda de rock: The Great Society y popularizada por la banda de rock psicodélico Jefferson Airplane en 1967. La revista Rolling Stone la incluyó en el puesto 274 de su lista de 500 mejores canciones de todos los tiempos.

## Composición
Escrita por el guitarrista de la banda de folk Great Society, Darby Slick, Someone to Love, como se tituló originalmente es una canción que habla del desamor. Fue grabada y publicada en 1966 como cara B del único sencillo del grupo "Free Advice", si bien no obtuvo a penas repercusión más allá del área de la Bahía de San Francisco. Poco más tarde, la cuñada de Darby, Grace Slick, vocalista de Great Society se marchó de la banda para unirse a Jefferson Airplane y se llevó consigo la canción.

## Jefferson Airplane
Signe Toly Anderson, vocalista hasta ese momento de la banda de rock psicodélico Jefferson Airplane, dio a luz a su hija en mayo de 1966, y en octubre anunció su marcha. Fue reemplazada por Grace Slick, proveniente de The Great Society, la banda que a menudo solía hacerles de teloneros y que acabaría por disolverse a final de año. 
Slick llegó justo en el momento en el que Jefferson Airplane se disponía a grabar su segundo trabajo, Surrealistic Pillow, cuyas sesiones de grabación se iniciaron el 31 de octubre de 1966 y se prolongaron durante prácticamente todo el mes de noviembre. Grace Slick aportó a su nueva banda una composición propia, White Rabbit y otra de su cuñado, guitarrista de su antigua banda, Somebody to Love.
Somebody to Love fue regrabada por Jefferson Airplane e incluida en el álbum Surrealistic Pillow]. Esta nueva versión con la potente voz de Grace Slick y un nuevo sonido hard-rock marcó un radical cambio de sentido en el estilo de la banda desde el folk-rock hacia el rock psicodélico que acabaría llevándolos a la fama.
Somebody to Love fue editado como sencillo en 1967 logrando alcanzar el número 5 del Billboard Hot 100. El tema se convirtió en un auténtico himno generacional y fue el mayor éxito comercial de Jefferson Airplane.

## Personal
- Grace Slick: voz principal y coros
- Marty Balin: pandereta y coros
- Paul Kantner: guitarra rítmica
- Jorma Kaukonen: guitarra principal
- Jack Casady: bajo
- Spencer Dryden: batería